# Chiesa della Madonna della Fontana (Ascona)
La chiesa di Santa Maria della Fontana è un edificio religioso che si trova ad Ascona, sul versante nord del Monte Verità.

## Storia
Venne eretta dal 1617, probabilmente su progetto di Giovanni Battista Serodine.

## Descrizione
La chiesa ha una pianta ad unica navata, affiancata da due cappelle laterali e ricoperta da una volta a botte. L'interno è ornato da affreschi di Bernardino Serodine.